# Contubernium
Das Contubernium (lateinisch „Zeltgemeinschaft“, Mehrzahl: Contubernia) mit in der Regel acht Mann war die kleinste organisatorische Einheit in der antiken römischen Armee (in der frühen Republik war dies noch die Decurie mit zehn Mann).

## Militärische Bedeutung
Ein Contubernium teilte sich nicht nur ein Lederzelt, sondern auch Handmühle und Maultier mit Treiber und bildete somit eine Haushalts- und Kampfgemeinschaft. Die Soldaten standen in der Schlachtordnung beieinander und bildeten vermutlich eine Rotte der acht Mann tiefen Phalanx. Sie marschierten zusammen, bereiteten gemeinsam das Essen und schanzten bei der Errichtung einer Feldbefestigung einen Abschnitt mit ihren Pila muralia. Bei Verfehlungen einzelner wurde oft auch die ganze Gruppe mit bestraft.
Bis zur Heeresreorganisation des Kaisers Hadrian hatte das Contubernium keinen leitenden Dienstgrad, sondern wurde vom jeweils Dienstältesten geleitet. Danach wurde das Contubernium auf zehn Mann verstärkt und von einem decanus geführt. In dieser Zeit wurde das Contubernium auch manipulus genannt (im Zuge der Reorganisation fielen die bisherigen Manipel als organisatorische und taktische Einheiten weg). Während der Regierungszeit des byzantinischen Kaisers Leo VI. (886–912) zählte das Contubernium 16 Mann.
In den Standlagern, in denen im Gegensatz zu den Marschlagern keine Zelte mehr aufgeschlagen, sondern feste, teilweise mehrstöckige Mannschaftsbaracken gebaut wurden, ging der Begriff auf den von jeweils acht Soldaten bewohnten Teil einer Mannschaftsbaracke über. Eine solche Mannschaftsbaracke bestand aus zehn Contubernia und einem Centurionenkopfbau, in welchem der Kommandant der jeweiligen Centurie untergebracht war. Das Contubernium selbst bestand aus einem Schlafraum, auch papilio (lat. „Zelt“) genannt, und einem Vorraum, der arma (lat. „Waffen“). Die papiliones konnten mehrstöckig sein und wiesen Herdstellen auf. Die arma diente primär der Unterbringung der Waffen, wurde aber auch als Pferdestall bei berittenen Einheiten oder für handwerkliche Tätigkeiten genutzt.

## Zivile Bedeutung
Im römischen Eherecht entspricht das Contubernium der heutigen „nichtehelichen Lebensgemeinschaft“, und zwar zwischen einem Sklaven und einer Sklavin bzw. zwischen einem Sklaven und einer Freigelassenen. Diese waren nicht als rechtswirksame Ehen anerkannt, was insbesondere zur Folge hatte, dass die daraus entstehenden Kinder kein Verwandtschaftsverhältnis zu ihrem Vater hatten (und auch nicht zur Mutter, wenn diese Sklavin war). Eine solche Verbindung erforderte das Einverständnis des Sklavenbesitzers, der dieses jederzeit widerrufen konnte.
Nicht zu verwechseln ist das Contubernium in diesem Sinne mit dem Konkubinat, einer „nichtehelichen Lebensgemeinschaft“ zwischen freien römischen Bürgern, die nicht die Absicht hatten zu heiraten.

## Spätere Bedeutung
Noch im 16. Jahrhundert wurden mit Contubernium auch Bursen und ähnliche Einrichtungen bezeichnet, so etwa das Collegium principis der Universität Heidelberg. Das Contubernium Dorpatense war eine Deutsch-Baltische Studentenverbindung in  Tübingen.